# Педро Петроне
Педро Петроне (на испански: Pedro Petrone) е уругвайски футболист, нападател.

## Кариера
В шампионата на Уругвай той има 111 мача за Насионал Монтевидео и 126 гола. Част е от турнето на Насионал в Европа (1925) и Северна Америка (1927). През 1931 г. заминава за Европа, където играе за италианския Фиорентина, за които вкарва 37 гола в 44 мача. Голмайстор на Серия А за сезон 1931/32.
В уругвайския национален отбор играе първият си мач на 4 ноември 1923 г. срещу Парагвай (победа 2:0), а последният мач на 18 юли 1930 г. в групите на първото световно първенство срещу Перу (победа 1:0). Общо има 24 мача за „урусите“ и 28 гола.

## Отличия

### Отборни
Насионал Монтевидео
- Примера дивисион де Уругвай: 1924, 1933

### Международни
Уругвай
- Световно първенство по футбол: 1930
- Олимпийски игри златен медал: 1924, 1928
- Копа Америка: 1923, 1924